# 에른스트 루비치
에른스트 루비치(독일어: Ernst Lubitsch, 1892년 1월 29일 ~ 1947년 11월 30일)는 20세기 독일 태생의 미국 배우, 영화 감독이다. 랑, 무르나우와 함께 독일 표현주의를 대표하는 감독으로 1920년대 나치를 피해 미국으로 건너와 할리우드 전성기를 구가했다.
베를린 태생으로, 막스 라인하르트 밑에서 단역 배우로 경력을 쌓다가, 제1차 세계대전 이후 《마담 뒤 바리》(1919), 《안나 볼레인》(1920) 등의 희극 영화를 찍었다. 할리우드로 건너간 뒤에는 《결혼철학》(1924), 《러브 퍼레이드》(1929), 《몬테 카를로》(1930)로 소피스티케이션 희극을 창시하였다.

## 작품 목록

### 유성 영화
| 연도 | 제목          | 원제                       |
| ---- | ------------- | -------------------------- |
| 1937 | 엔젤          | Angel                      |
| 1939 | 니노치카      | Ninotchka                  |
| 1940 | 모퉁이 가게   | The Shop Around the Corner |
| 1942 | 사느냐 죽느냐 | To Be or Not to Be         |

## 참고 자료
에른스트 루비치 - 두산세계대백과사전